# Gouvieux
Gouvieux – miejscowość i gmina we Francji, w regionie Hauts-de-France, w departamencie Oise.
Według danych na rok 1990 gminę zamieszkiwało 9756 osób, a gęstość zaludnienia wynosiła 420 osób/km² (wśród 2293 gmin Pikardii Gouvieux plasuje się na 22. miejscu pod względem liczby ludności, natomiast pod względem powierzchni na miejscu 50.).